# Контент-маркетинг
Контент-маркетинг — совокупность маркетинговых приёмов, основанных на создании и/или распространении полезной для потребителя информации с целью завоевания доверия и привлечения потенциальных клиентов. Контент-маркетинг подразумевает подготовку и распространение высококачественной, актуальной и ценной информации, которая не является прямой рекламой, но которая косвенно убеждает аудиторию принять необходимое распространителю решение. Примеры такой информации: общая ситуация в данном сегменте рынка, события в нём, способы решения связанных с этим сегментом проблем, в том числе как продукты или услуги распространителя помогают решить эти проблемы.
Пути распространения информационного контента могут быть самыми разнообразными: сайты, блоги, социальные сети, традиционные средства массовой информации, книги, журналы, печатные или интернет новостные издания, подписки на рассылки, подкасты, семинары, вебинары, конференции, круглые столы, видеопорталы и т. д.
Контент-маркетинг позволяет добиться различных целей, включая:
- создание имиджа компании;
- увеличение прямых продаж;
- ознакомление потребителей с принципиально новыми продуктами или услугами.

Термин «контент-инженер» впервые был использован для обозначения новой профессии в области маркетинга, чьи представители создают, оптимизируют и распространяют контент различного типа для завоевания доверия потребителей в социальных сетях.

## История
Традиционные маркетологи давно используют контент для распространения информации о бренде и создания репутации бренда. Воспользовавшись технологическими достижениями в области транспорта и связи, владельцы бизнеса начали применять методы контент-маркетинга в конце XIX века. Они также пытались наладить связи со своими клиентами. Например:
- В 1732 году Бенджамин Франклин выпустил «Альманах Бедного Ричарда» для продвижения своего полиграфического бизнеса[2].
- В 1888 году компания Johnson & Johnson представила публикацию «Современные методы лечения антисептических ран», предназначенную для врачей, которые использовали бинты. Они также выпустили две публикации, которые содержали советы для медицинского сообщества[2].
- В 1895 году Джон Дир выпустил журнал «Борозда», в котором рассказывается, как стать более прибыльным фермером. Журнал, который считается первым заказным изданием, все ещё находится в обращении; было выпущено около 1,5 млн экземпляров в 40 странах на 12 различных языках.[3]
- В 1900 году компания Michelin разработала руководство, в котором водителям предлагается информация по техническому обслуживанию автомобилей, проживанию и другие полезные советы. 35 000 экземпляров были распространены бесплатно в первом издании[4].
- В 1904 году продавцы фирмы Jell-O ходили по домам, раздавая свою кулинарную книгу бесплатно. Рекламируя десерт как универсальную еду, компания увидела, что её продажи выросли до более чем 1 миллиона долларов к 1906 году.
- В 1933 году Procter & Gamble начали транслировать радиосериал, спонсируемый их мыльным порошком Oxydol. Владельцы хотели построить лояльность к бренду, ориентируясь на взрослых женщин. Они передавали свои маркетинговые сообщения в сериале. Благодаря их рекламной кампании родился термин «мыльная опера». Взаимодействие с аудиторией было ключевым элементом при создании этого контента.

В золотой век телевидения, между 1940-ми и 1950-ми годами, реклама захватила СМИ. Компании были сосредоточены на продажах, а не на связи с общественностью. Было мало предприятий в контент-маркетинге и мало известных кампаний.
В эпоху бэби-бума компания Kellogg’s начал продавать сладкие хлопья детям. С этим изменением в бизнес-модели появились общительные животные талисманы, живые анимационные ролики и задняя часть коробки с хлопьями как форма целевого контент-маркетинга. В эту эпоху родилась инфографика. Это представило новый подход, чтобы сделать бренд запоминающимся среди зрителей.
В 1990-х все изменилось для маркетологов. Появление компьютеров и интернета привело к процветанию веб-сайтов и блогов, и корпорации нашли возможности для контент-маркетинга по электронной почте.
Адаптация электронной коммерции и цифровое распространение стали основой маркетинговой стратегии.
Интернет также помог контент-маркетингу стать основной формой маркетинга. Традиционные СМИ, такие как газеты, журналы, радио и телевидение, начали терять свою власть на рынке. Компании начали продвигать и продавать свою продукцию в цифровом виде.
Фраза «контент-маркетинг» была использована ещё в 1996 году, когда Джон Ф. Оппедал провел совещание для журналистов в Американском обществе редакторов газет.
В 1998 году Джеррелл Джимерсон получил звание «директора онлайн и контент-маркетинга» в компании Netscape.
В 1999 году автор Джефф Кэннон написал: «В контент-маркетинге контент создается для того, чтобы предоставлять потребителям информацию, которую они ищут».
К концу 2000-х годов, когда появились социальные сети, такие как Facebook, Twitter, YouTube, онлайн-контент-маркетинг был доступен в любое время по всему миру.
К 2014 году на сайте журнала Forbes было написано о семи самых популярных способах, которыми компании используют контент-маркетинг. В нём обозреватель указывает, что к 2013 году использование контент-маркетинга подскочило в корпорациях с 60 % в год до 93 % в рамках их общей маркетинговой стратегии. Несмотря на то, что 70 % организаций создают больше контента, только 21 % маркетологов считают, что они успешно отслеживают возврат инвестиций.
Сегодня контент-маркетинг стал мощной моделью для маркетологов. Компании должны передавать сообщения или свои цели желаемой аудитории, не заставляя их просто покупать продукт или услугу.

## Последствия роста контент-маркетинга
Рост контент-маркетинга превратил традиционные компании в публичные.
Например:
- Компания Red Bull, которая продает высокоэнергетический напиток стала использовать контент-маркетинг для продвижения бренда. Она опубликовала видео на YouTube, провела и спонсировала мероприятия, посвященные экстремальным видам спорта, таким как катание на горных велосипедах, BMX, мотокросс, сноубординг, скейтбординг, скалолазание, мотофристайл и гонки Формулы 1. Red Bull Media House — это подразделение Red Bull, которое «выпускает полнометражные художественные фильмы для кино и нисходящих каналов (DVD, VOD, TV)»[10]. Red Bulletin — международный ежемесячный журнал, публикуемый Red Bull с акцентом на мужской спорт, культуру и образ жизни.
- Сайт личных финансов Mint.com использовал контент-маркетинг, в частности, свой блог о личных финансах MintLife, чтобы создать аудиторию для продукта, который они планировали продавать. По словам предпринимателя Сачина Рехи, Mint.com сконцентрировался на создании аудитории для MintLife, «независимой от возможного продукта Mint.com»[11]. В блоге содержалось руководство по оплате колледжа, экономии на жилье и выходу из долгов. Другой популярный контент включал подробное интервью и серию финансовых катастроф под названием Trainwreck Tuesdays. Популярность сайта выросла, как и спрос на продукт. «К 2013 году инструмент охватил 10 миллионов пользователей, многие из которых доверяли Mint обработку своей конфиденциальной банковской информации благодаря умному и полезному содержанию блога»[12].

Рост контент-маркетинга также ускорил рост онлайн-платформ, таких как YouTube, Yelp, LinkedIn, Tumblr, Pinterest и других.
Например:
- YouTube, дочерняя компания Google, является онлайн-видео-платформой, которая стимулирует (и извлекает выгоду) скачок в контент-маркетинге[13]. По состоянию на 2016 год у YouTube было более 1 миллиарда пользователей, что составляло 1/3 от всех пользователей интернета и охватывало больше людей в возрасте 18-34 лет, чем у любого кабельного провайдера в США[14].
- В Yelp, онлайн-справочнике предприятий, наблюдалось увеличение количества обзоров на 30 % по сравнению с предыдущим годом, который завершился во втором квартале 2016 года и составил 108 миллионов обзоров для более чем 3 миллионов предприятий[15].

Предприятия активно курируют свой контент на этих платформах, надеясь расширить охват новой аудитории.

## Общие показатели
Показатели для определения успеха контент-маркетинга часто привязаны к первоначальным целям кампании.
Например, для каждой из этих целей контент-маркетолог может измерять различные показатели вовлеченности и конверсии:

### Узнаваемость и видимость бренда
Компании, ориентированные на расширение своего охвата большим количеством клиентов, захотят обратить внимание на увеличение количества посетителей, а также на качество этих взаимодействий. Традиционные показатели объёма включают количество посетителей страницы и количество собранных электронных писем, а время, проведенное на странице, и переход на другие страницы/фотографии являются хорошими показателями вовлеченности.
Меры показателей узнаваемости и видимости бренда:
- количество посетителей на странице;
- время, проведенное на странице;
- переход по страницам/фотографиям;
- количество собранных писем.

### Показатели здоровья бренда
Здоровье бренда можно определить как набор метрик, показывающих отношение потребителей к компании и её продукции. В это набор обычно включают:
- Чистый коэффициент лояльности (англ. Net promoter score, NPS) — показатель лояльность клиентов к бренду;
- Доля голоса (англ. Share of voice[англ.], SOV) — доля рекламы бренда в общем потоке рекламы или в профильном сегменте за анализируемый период;
- Анализ тональности (англ. Sentiment analysis) — отношение разницы позитивных и негативных упоминаний к их сумме;
- Спонтанное знание бренда (англ. Unaided brand awareness) — доля людей, которые вспоминают бренд, когда их просят подумать об индустрии;
- Знание бренда с подсказкой (Aided brand recall) — доля людей, которые отмечают знание бренда из предоставленного им списка[16];
- Первый бренд по знанию (Top-of-mind awareness) — первый бренд, который вспоминается потребителем при упоминании товарной категории;
- Намерение к покупке (Purchase intent) — доля пользователей, которые намериваются купить товар или услугу этой торговой марки;
- Капитал, ценность торговой марки (англ. Brand equity[англ.]) — суммарная стоимость торговой марки.

### Диверсифицированная база пользователей
Компаниям, которые надеются привлечь новых онлайн-клиентов, следует обратить внимание на демографию новых посетителей, о чём свидетельствуют файлы cookie, разные источники трафика, различное поведение в интернете и/или различные покупательские привычки онлайн-посетителей.
Следует обратить внимание на:
- демографию посетителей;
- источники трафика (SEO, социальные сети, реферал, прямой трафик);
- различия в покупательских моделях и поведении посетителей.

### Продажи
Предприятиям, ориентированным на увеличение продаж посредством контент-маркетинга, следует обратить внимание на традиционные показатели электронной коммерции, в том числе показатель переходов от страницы продукта до уровня проверки и завершения при оформлении заказа. В целом, они образуют «конверсионную воронку». Более того, чтобы лучше понять покупательские привычки, им следует посмотреть на другие показатели взаимодействия, такие как время, проведенное на странице, количество посещений страниц продукта на одного пользователя и повторное вовлечение.
Статистика, на которую следует обратить внимание:
- конверсия в процессе продаж (процесс от регистрации до оформления покупки), включая рейтинг кликов на каждом этапе последовательности конверсии;
- время, проведенное на странице;
- повторное участие (% постоянных посетителей);
- переход по страницам товара.

### Инновационные показатели
Относится к компаниям, которые хотят проанализировать, вызывают ли их кампании в социальных сетях комментарии среди потребителей. Это помогает им найти способы улучшить свои продукты и услуги. Это предполагает «высокий уровень вовлеченности бренда и повышает лояльность к бренду».
Примеры:
- когда компания публикует сообщения через свои социальные медиа-платформы и делится своими идеями, потребители могут быть подвержены влиянию или мотивации, чтобы поделиться своим мнением;
- определение тенденций относится к последним комментариям потребителей о бренде, продукте или услуге, которые должны быть нацелены. Некоторые инструменты могут быть предоставлены Google Trends, Trendsmap (Twitter) и другими сайтами, которые сообщают о том, что у всех на слуху во всем мире.

## Цифровое использование

### Цифровой контент-маркетинг
Маркетинг цифрового контента, который представляет собой процесс управления, использует цифровые продукты по различным электронным каналам для выявления, прогнозирования и удовлетворения потребностей клиентов. Это должно последовательно поддерживаться, чтобы сохранить или изменить поведение клиентов.
Примеры:
- 6 марта 2012 года, американская компания Dollar Shave Club запустила свою онлайн-видео-кампанию. За первые 48 часов дебюта видео на YouTube у них было более 12 000 человек, подписавшихся на сервис. Производство видео стоило всего 4500 долларов, а по состоянию на ноябрь 2015 года его просмотрели более 21 миллиона человек. Это видео было признано одной из лучших кампаний по вирусному маркетингу 2012 года и получило награду «Лучшая Видеоигра из Ниоткуда» в 2012 году на конкурсе AdAge Viral Video Awards.
- Проект «Большое слово», запущенный в 2008 году, был направлен на переосмысление Оксфордского словаря английского языка, позволяя людям представлять свой веб-сайт в качестве определения выбранного слова. Проект, созданный для финансирования обучения двух магистров, привлек внимание блогеров всего мира, а также был показан в известных журналах[19].
- В середине 2016 года индийская чайная компания (TE-A-ME) доставила 6000 чайных пакетиков Дональду Трампу и запустила видеоконтент на YouTube и Facebook[20]. Видеокампания получила различные награды, включая самый креативный пиар-ход[21] в Юго-Восточной Азии после получения более 52 000 видеороликов, 3,1 млн просмотров видео в первые 72-часовые публикации и сотни упоминаний о публикациях (в том числе Mashable, Quartz[22], Indian Express[23], Buzzfeed[24]) в более чем 80 странах.

### Способы применения цифрового маркетинга

#### Сочетание цепочки поставок и опыта пользователей
Цепочка поставок маркетинга цифрового контента в основном состоит из коммерчески заинтересованных лиц и сторон, которые представляют поставщиков, дистрибьюторов контента и клиентов по отдельности. В этом процессе дистрибьюторы управляют интерфейсом между издателем и потребителем, затем дистрибьюторы могут определять контент, который нужен потребителям по внешним каналам, и реализовывать маркетинговые стратегии. Например, библиотеки и агентства по предоставлению документов в качестве посредников могут доставлять цифровой контент электронных книг и статей в электронных журналах пользователям в соответствии с результатами их поиска по электронным каналам. Другой пример — когда потребители платят за приобретение некоторых загрузок MP3, поисковые системы могут использоваться для идентификации разных поставщиков музыки, а умные агенты помогают пользователям при поиске сайтов с несколькими поставщиками музыки.
Одним словом, процесс маркетинга цифрового контента должен проводиться на уровне бизнеса и с наличием опыта обслуживания. Ведь, когда потребители получают доступ к цифровому контенту, их собственный опыт зависит от сложной сети взаимоотношений в каналах контент-маркетинга, таких как веб-сайты и видео. Потребители взаимодействуют напрямую с дистрибьюторами в большой цепочке поставок через различные цифровые продукты, которые играют важную роль в удовлетворении требований потребителей. Дизайн и пользовательский опыт этих каналов напрямую определяет успех маркетинга цифрового контента.

#### Взаимодействие с потребителем через электронный сервис
Электронные услуги относятся к интерактивным сетевым услугам. В электронном сервисе взаимодействие между заказчиком и организациями осуществляется в основном через сетевые технологии, такие как использование электронной почты, телефона и онлайн-чатов для общения. Электронные услуги отличаются от традиционных услуг и не зависят от ограничений по расстоянию и времени работы. Маркетинг цифрового контента с помощью электронных услуг обычно осуществляется вместе с другими каналами для достижения маркетинговых целей, включая персональные, почтовые и другие удаленные услуги. Информационные компании предоставляют различные сообщения и документы клиентам, которые используют несколько поисковых систем на разных сайтах и устанавливают права доступа для бизнес-групп.